# 1780 في فرنسا
فيما يلي قوائم الأحداث التي وقعت خلال عام 1780 في فرنسا.

## ظهور
- 1 يناير – تحت ضوء القمر

## مواليد

### أبريل
- 11 أبريل – جان ماري دوفور عالم حشرات فرنسي.
- 26 أبريل – رينيه إدوارد دو فيلييه دو تيراج عالم بعلوم الإنسان فرنسي.
- 29 أبريل – شارل نوديه مؤلف فرنسي.

### مايو
- 14 مايو – جول دو بوليناك سياسي فرنسي.

### يوليو
- 5 يوليو – فرانسوا كارلو أنتوماركي

### أغسطس
- 10 أغسطس – بيير فرانسوا ماري أوغست دجين عالم حشرات فرنسي.
- 29 أغسطس – جان أوغست دومينيك آنغر رسام فرنسي.

### سبتمبر
- 28 سبتمبر – إيلي ديكاز

### أكتوبر
- 20 أكتوبر – بولين بونابرت

## وفيات

### أغسطس
- 3 أغسطس – كوندياك (مواليد 1714)